# Delina Filkins

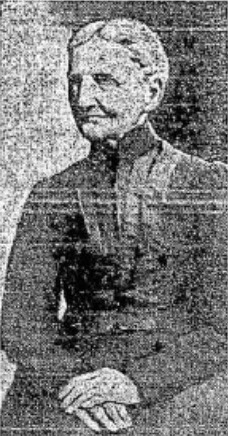
Delina Filkins in 1916

Delina Filkins (Stark, 4 mei 1815 – Richfield Springs, 4 december 1928), geboren als Delina Ecker, was een Amerikaanse vrouw en de eerste gevalideerde supereeuweling die de leeftijd van 113 jaar bereikte. Ze woonde haar leven lang in de staat New York.
Delina Filkins werd geboren op de familieboerderij die door haar grootouders - immigranten uit Nederland - begin 18e eeuw was gebouwd ten tijde van de Franse en Indiaanse oorlogen. Op 10-jarige leeftijd was ze aanwezig bij de opening van het Eriekanaal. In 1832 trouwde ze met John Filkins. Hij overleed in 1890. Het stel kreeg zes kinderen.
Toen ze 111 jaar oud werd, ontving ze een felicitatiebrief van president Calvin Coolidge.
Ze trok op latere leeftijd in bij haar zoon, en overleed op 113-jarige leeftijd in zijn huis.
De lijst van supereeuwelingen, bijgehouden door het Guinness Book of Records, begint pas in 1955. In 2005, vijftig later dus, werd haar leeftijd geverifieerd. Haar leeftijdsrecord werd pas in 1979 gebroken door haar landgenote Eliza Underwood.